# Combrand

Combrand este o comună în departamentul Deux-Sèvres, Franța. În 2009 avea o populație de 1,130 de locuitori.